# Lamellaria nodosa
Lamellaria nodosa is een slakkensoort uit de familie van de Velutinidae. De wetenschappelijke naam van de soort is voor het eerst geldig gepubliceerd in 1987 door Ev. Marcus.